# Equal (ACIDMANのアルバム)
『equal』（イコール）は、ACIDMANのメジャー3枚目のアルバム。2004年9月15日に東芝EMIから発売された。メジャー6枚目のシングル「水写」、7枚目のシングル「equal e.p.」を収録している（プレデビューシングルの三部作もカウント）。

## 解説
- アルバムのコンセプトは当時、大木伸夫（vocal, guitar）が愛読していた素粒子論と手塚治虫の漫画『ブッダ』に影響を受けている。
- テーマは「平等」「反戦」などだが、それらをただ掲げるのではなく、心に留めておいてほしいというコメントをしている。
- このアルバムのPV集「Scene of equal」に収録されたショートフィルム『彩-SAI-（前編）』『廻る、巡る、その核へ』（ディレクター：西郡勲）は、第8回文化庁メディア芸術祭アニメーション部門優秀賞を受賞した。

## 収録曲
1. 0 = ALL（ゼロ・イコール・オール）
インストであるが、1:35辺りに「equal」という歌詞が入っている。
2. FREAK OUT
反戦を直接的に表現している。大木は「自分が贅沢な環境にいる」といった理由から反戦について歌うことを躊躇していたが、イラク戦争を機に心境が変化したという。
また、ライブを想定して作った曲とも語っている。
3. 降る秋
無常観を題材に「響き渡れ!」という意識で書かれた曲。曲調の変化が激しいため、レコーディングに苦労したとのこと。
4. イコール
「equal e.p.」収録曲。この曲でMUSIC STATION初出演。
5. 水写（すいしゃ）
「水写」収録曲。
6. 彩－SAI－（前編）
「水写」収録曲。インスト。西郡勲監督のPVが製作されている。
7. 彩－SAI－（後編）
前編を引き継いで始まる。前編のPVに影響されて作詞された曲。
8. 暁を残して
終盤に制作された。ボーカルのレコーディングはキーが高くて辛かったという。
9. colors of the wind
作詞：SCHWARTZ STEPHEN LAURENCE、作曲：MENKEN ALAN
『MOSH PIT ON DISNEY』提供曲。映画『ポカホンタス』劇中歌のカバー。
当初は本作に収録される予定ではなかったが、出来が良かったため収録となった。
10. migration 1064（マイグレーションじゅうのろくじゅうよんじょう）
1064は「不可思議」という単位であることから名付けられた。曲中にも「不可思議」という単語が出てくる。
メンバー曰く「スペーシーポップ」。
11. cps
インスト。「廻る、巡る、その核へ」とつながっており、ライブではセットで演奏される。cpsとは「cycle per second」の略で周期の単位。
12. 廻る、巡る、その核へ(9:31)
9分を超える大作。「彩－SAI－（前編）」、「cps」とつながったショートフィルムが存在する。なお、「cps」と合計した演奏時間は約11分にも及ぶ。
当初は5分程度の曲だったが、大木が満足せず展開が付け足され、最終的に9分超となった完成曲に他のメンバー2人は困惑した。曲が長大でまだ固まっていない状態だったのにもかかわらず、レコーディングは一発録りで、テイク数も非常に少なかったという。
ツアーのファイナルで、アンコールのラストに演奏される重要なナンバーである。
後にメンバーは「世間からシュールな曲と言われる」と語っている。

## 収録内容
| 全作詞: 大木伸夫、全作曲・編曲: ACIDMAN。 |                                                                            |          |            |      |
| #                                         | タイトル                                                                   | 作詞     | 作曲・編曲 | 時間 |
| 1.                                        | 「0 = ALL」                                                                | 大木伸夫 | ACIDMAN    | 2:13 |
| 2.                                        | 「FREAK OUT」                                                              | 大木伸夫 | ACIDMAN    | 3:40 |
| 3.                                        | 「降る秋」                                                                 | 大木伸夫 | ACIDMAN    | 4:26 |
| 4.                                        | 「イコール」                                                               | 大木伸夫 | ACIDMAN    | 5:07 |
| 5.                                        | 「水写」                                                                   | 大木伸夫 | ACIDMAN    | 6:19 |
| 6.                                        | 「彩－SAI－（前編）」                                                      | 大木伸夫 | ACIDMAN    | 3:24 |
| 7.                                        | 「彩－SAI－（後編）」                                                      | 大木伸夫 | ACIDMAN    | 5:40 |
| 8.                                        | 「暁を残して」                                                             | 大木伸夫 | ACIDMAN    | 4:30 |
| 9.                                        | 「colors of the wind」(作詞: SCHWARTZ STEPHEN LAURENCE、作曲: MENKEN ALAN) | 大木伸夫 | ACIDMAN    | 4:35 |
| 10.                                       | 「migration 1064」                                                         | 大木伸夫 | ACIDMAN    | 5:59 |
| 11.                                       | 「cps」                                                                    | 大木伸夫 | ACIDMAN    | 1:31 |
| 12.                                       | 「廻る、巡る、その核へ」                                                   | 大木伸夫 | ACIDMAN    | 9:31 |
| 合計時間:                                 | 合計時間:                                                                  | 56:55    |            |      |